# Скрипцово
Скрипцово — упразднённая в 1934 году деревня, вошедшая в состав города Заволжск, ныне административный центр Заволжского района Ивановской области России.

## География
Расположена была на левом берегу реки Волги (современное Горьковское водохранилище), напротив города Кинешма.

## История
На 1907 год Скрипцево входила в Комаровскую волость, Кинешемского уезда Костромской губернии.
20 февраля 1934 года Президиум ВЦИК постановил «Образовать рабочий посёлок под наименованием Заволжье в составе следующих населенных пунктов Кинешемского района: при химзаводе и фабриках „Фибра“ и „Приволжанка“, Кужлевки, Жилинского, Тихомировского,  Новый, Чирковского, Алексинского, Владычного, Чиркова, Скрипцова, Жилина, Уракова, Мяснева и Рябининского с заволжской больницей».